# 乾緑郎
乾 緑郎（いぬい ろくろう、1971年1月18日 -）は、日本の小説家、劇作家、鍼灸師。東京都目黒区出身。

## 経歴・人物
東洋鍼灸専門学校卒業。10代の頃から演劇を志す。小劇場を中心として活動し、俳優活動も行っていた。その一方で小説も執筆し、24歳の頃から各文学賞に投稿していた。演出家、脚本家を経て36歳で鍼灸師の資格を修得し、鍼灸師となる。その傍ら、劇作家として小劇場の演劇や舞台の脚本を手掛け、2008年、「SOLITUDE」が日本劇作家協会の主催する第14回劇作家協会新人戯曲賞の最終候補に残り、同協会により刊行された『優秀新人戯曲集2009』に収録される。2010年、小説でも39歳の時に『忍び外伝』で第2回朝日時代小説大賞、『完全なる首長竜の日』で第9回『このミステリーがすごい!』大賞を受賞した。

## 文学賞受賞・候補歴
太字が受賞したもの
- 2008年 - 「SOLITUDE」で第14回日本劇作家協会新人戯曲賞最終候補。
- 2010年 - 『忍び外伝』（応募時タイトル：忍法煙之末）で第2回朝日時代小説大賞受賞。『完全なる首長竜の日』で第9回『このミステリーがすごい!』大賞受賞。
- 2013年 - 『忍び秘伝』で第15回大藪春彦賞候補。
- 2015年 - 『思い出は満たされないまま』で、2015年啓文堂文芸書大賞候補。

## ミステリその他ランキング
- 2011年
  - 『完全なる首長竜の日』が『ミステリが読みたい!』2012年版（早川書房）で第19位にランクイン（新人では2位）。
  - 『忍び秘伝』が、2011年歴史・時代小説ベスト10（週刊朝日）で第5位に選出。
- 2015年
  - 『機巧のイヴ』が、『闘うベストテン場外乱闘篇ROUND3』で国内編第10位に選出。
  - 『機巧のイヴ』が、『SFが読みたい!』2015年版（早川書房）で国内編第14位。
  - 『機巧のイヴ』が、『SRの会ミステリベスト10』2015年国内部門で2位。

## 著書

### 単著

#### 鷹野鍼灸院の事件簿
- 鷹野鍼灸院の事件簿（2014年5月 宝島社文庫）
  - 収録作品：はじめての患者さん / 置き忘れのペイン / 失われた風景 / それぞれのすれ違い / マクワウリを刺す
- 鷹野鍼灸院の事件簿 謎に刺す鍼、心に点す灸（2016年6月 宝島社文庫）
  - 収録作品：二人のクラウン / 坂道に立つ女 / 師、去りし後 / アイスマンの呼ぶ声 / 今なお君をたずねて

#### 機巧のイヴ
- 機巧のイヴ（2014年8月 新潮社 / 2017年9月 新潮文庫）
  - 収録作品：機巧のイヴ / 箱の中のヘラクレス / 神代のテセウス / 制外のジェペット / 終天のプシュケー
- 機巧のイヴ―新世界覚醒篇―（2018年5月 新潮文庫）
- 機巧のイヴ―帝都浪漫篇―（2020年2月 新潮文庫）

#### その他の小説
- 忍び外伝（2010年11月 朝日新聞出版 / 2013年10月 朝日文庫）
- 完全なる首長竜の日（2011年1月 宝島社 / 2012年1月 宝島社文庫）
- 忍び秘伝（2011年10月 朝日新聞出版）
  - 【改題】塞の巫女 甲州忍び秘伝（2014年10月 朝日文庫）
- 海鳥の眠るホテル（2012年9月 宝島社 / 2013年9月 宝島社文庫）
- 鬼と三日月（2013年5月 朝日新聞出版）
- 思い出は満たされないまま（2015年4月 集英社 / 2017年7月 集英社文庫）
  - 収録作品：しらず森 / 団地の孤児 / 溜池のトゥイ・マリラ / ノートリアス・オールドマン / 一人ぼっちの王国 / 裏倉庫のヨセフ / 少年時代の終わり
- ライプツィヒの犬（2017年5月 祥伝社 / 2020年5月 祥伝社文庫）
- 僕たちのアラル（2017年9月 KADOKAWA）
- 見返り検校（2018年10月 新潮社）
  - 【改題】仇討検校（2021年8月 新潮文庫）
- 悪党町奴夢散際（2018年12月 幻冬舎文庫）
- ツキノネ（2019年7月 祥伝社）
  - 【改題】彼女をそこから出してはいけない（2022年7月 祥伝社文庫）
- ねなしぐさ 平賀源内の殺人（2020年2月 宝島社／2022年6月 宝島社文庫）
- 愚か者の島（2021年1月 祥伝社／2024年8月 祥伝社文庫）
- 戯場國の怪人（2023年7月 新潮社）
- 浅草蜃気楼オペラ（2024年2月 宝島社）

#### 戯曲集
- ドライドックNo.8 乾船渠八號（2020年4月 羽鳥書店）

### アンソロジー
「」内が乾緑郎の作品
- 『このミステリーがすごい！』大賞10周年記念 10分間ミステリー（2012年2月 宝島社文庫）「沼地蔵」
- 5分で読める！ ひと駅ストーリー 降車編（2012年12月 宝島社文庫）「最後のスタンプ」
- もっとすごい！ 10分間ミステリー（2013年5月 宝島社文庫）「抜け忍サドンデス」
- ザ・ベストミステリーズ 2013 推理小説年鑑（2013年4月 講談社）「機巧のイヴ」
  - 【分冊・改題】Esprit 機知と企みの競演 ミステリー傑作選（2016年11月 講談社文庫）
- ベスト本格ミステリ2013（2013年6月 講談社ノベルス）「機巧のイヴ」
  - 【改題】墓守刑事の昔語り（2017年1月 講談社文庫）
- 極光星群 年刊日本SF傑作選（2013年6月 創元SF文庫）「機巧のイヴ」
- 5分で読める！ ひと駅ストーリー 夏の記憶 西口編（2013年7月 宝島社文庫）「死体たちの夏」
- 5分で読める！ ひと駅ストーリー 猫の物語（2014年9月 宝島社文庫）「ピートの春」
- このミステリーがすごい！ 4つの謎（2014年12月 宝島社）「黒いパンテル」
  - 【改題】不連続な四つの謎 『このミステリーがすごい！』大賞作家傑作アンソロジー（2020年6月 宝島社文庫）
- 5分で泣ける！ 胸がいっぱいになる物語（2015年3月 宝島社文庫）「最後のスタンプ」「ピートの春」
- 5分で凍る！ ぞっとする怖い話（2015年5月 宝島社文庫）「沼地蔵」「死体たちの夏」
- 決戦！ 大坂城（2015年5月 講談社 / 2017年11月 講談社文庫）「五霊戦鬼」
- 5分で読める！ ひと駅ストーリー 旅の話（2015年12月 宝島社文庫）「おかげ犬」
- 妙ちきりん 「読楽」時代小説アンソロジー（2016年3月 徳間文庫）「隠神刑部」
- 決戦！ 川中島（2016年5月 講談社 / 2018年7月 講談社文庫）「影武者対影武者」
- 10分間ミステリー THE BEST（2016年9月 宝島社文庫）「抜け忍サドンデス」
- 5分でほろり！ 心にしみる不思議な物語（2017年2月 宝島社文庫）「おかげ犬」
- 決戦！ 賤ヶ岳（2017年11月 講談社）「権平の推理」
- 3分で読める！ コーヒーブレイクに読む喫茶店の物語（2020年6月 宝島社文庫）「ピートの春、その後」
- NOVA 2021年夏号（2021年4月 河出文庫）「勿忘草 機巧のイヴ 番外篇」
- 3分で読める! 眠れない夜に読む心ほぐれる物語（2021年7月 宝島社文庫）「ムギとの別れ」
- 5分で読める! 背筋も凍る怖いはなし（2021年8月 宝島社文庫）「首化粧」
- 5分で読める! ぞぞぞっとする怖いはなし (2022年6月 宝島社文庫）「微笑む自画像」
- 猫で窒息したい人に贈る25のショートミステリー（2025年4月 宝島社文庫）「仔猫とピート」

### 単著未収録作品
- 完全なる首長竜の日・エピソード#0（宝島社『このミステリーがすごい！2013』）
- 遠き世の桜（朝日新聞出版『小説トリッパー』2013年秋号）
- 君よ死を思え（メディアファクトリー『ダ・ヴィンチ』2014年1月号）
- 猩々かく語りき（朝日新聞出版『小説トリッパー』2019年冬号）

### 解説
- 柴田錬三郎『真田幸村〈新装版〉真田十勇士』（2014年1月 文春文庫）

## メディア・ミックス

### 映画
- リアル〜完全なる首長竜の日〜（2013年6月1日公開、配給：東宝、監督：黒沢清、主演：佐藤健・綾瀬はるか、原作：完全なる首長竜の日）

### テレビドラマ
- このミステリーがすごい! ベストセラー作家からの挑戦状 「黒いパンテル」（2014年12月29日、TBS系、主演：勝村政信）
- 世にも奇妙な物語’19 雨の特別編「しらず森」（2019年6月8日、フジテレビ系「土曜プレミアム」枠、主演：吉田羊、原作：しらず森『思い出は満たされないまま』所収）

### 漫画
- 完全なる首長竜の日（2013年5月、全1巻、宝島社） - 作画：つかさき有
- あっ！と驚く7つのストーリー（2017年4月、アンソロジー、宝島社、原作：最後のスタンプ『5分で読める！ ひと駅ストーリー 降車編』所収） - 作画：松本勇祐